# Sui marciapiedi di New York
Sui marciapiedi di New York (Amanda by Night) è un film pornografico del 1981 diretto da Gary Graver (con lo pseudonimo "Robert McCallum"), con protagonista Veronica Hart.
Classico della Golden Age of Porn, nel 2004 la pellicola è stata inserita nella XRCO Hall of Fame.

## Trama
Un detective della polizia cerca di aiutare una prostituta d'alto bordo a scoprire chi sta uccidendo le sue colleghe.

## Premi e riconoscimenti
- 1981 AFAA Award per la miglior colonna sonora (Richard Hieronymus), miglior attrice (Veronica Hart)[2]
- 1982 CAFA Award come miglior film, miglior regista (Robert McCallum), miglior attrice (Veronica Hart), miglior sceneggiatura, miglior montaggio, miglior attrice non protagonista (Lisa De Leeuw)
- 2004 XRCO Hall of Fame